# Jardín Botánico Acuático Mizunomori
The Jardín Botánico Acuático Mizunomori en japonés: 草津市立水生植物公園みずの森, Kusatsu Shiritsu Suiseishokubutsu Kōen Mizunomori, también conocido como Jardín Botánico Acuático Kusatsu, es un jardín botánico 3.7 hectáreas de un total de 11,5 hectáreas de extensión, en Kusatsu, Japón.
Está especializado en plantas acuáticas y plantas ornamentales, y muy conocido por su masiva exhibición de lotos.

## Localización
Se encuentra ubicado en las orilla sureste del lago Biwa en la península Karasuma en Oroshimo-cho.
Kusatsu Shiritsu Suiseishokubutsu Kōen Mizunomori, 13-30, 3-chome, Oroshimo-cho Kusatsu-shi, Shiga-ken, Honshū-jima Japón.
Planos y vistas satelitales.35°4′26.68″N 135°56′25.65″E / 35.0740778, 135.9404583
Está abierto diariamente excepto los lunes. Se paga una tarifa de admisión.

## Historia
Cuando se creó este jardín botánico el tema elegido fue el de "la interacción humana y vegetal con el agua", Lago Biwa, rodeado de naturaleza.
Con las plantas acuáticas elegidas para su cultivo, es posible ponerse en contacto con las floraciones de varias plantas durante todo el año.
Fue abierto al público en 1996.

## Colecciones
Todas las plantas que se albergan en este jardín botánico son plantas ornamentales de las que se cultivan un gran número de variedades buscando la vistosidad de su porte o de sus floraciones, así:
- Lotos en una gran variedad de cultivares por el colorido de sus flores o el porte y forma de sus hojas, las especies resistentes al clima local se encuentran al aire libre, las especies tropicales se encuentran en invernaderos con otras especies acuáticas procedentes de todo el mundo, tal como la Victoria cruziana, Canna glauca, Nymphoides indica, Brasenia schreberi, Echinodorus macrophyllus, Acrostichum aureum, Limnocharis flava, Monochoria korsakowii, Crinum americanum, Aponogeton distachyos, Ludowigia sedioides,
- Plantas acuáticas al aire libre, Euryale ferox, Pontederia, Potamogeton dentatus, Thalia dealbata, Iris （grupo Lousiana）, Typha orientalis, Schoenoplectus validus, Colocasia esculenta, Sium suave var. nipponicum, Nuphar japonicum, Hydorocaris dubia, Orontium aquaticum, Menyanthes trifoliata, Penthorum chinense, Rhynchospora colorata(Dichromena colorata), Nymphoides peltata, Acanthus ilicifolius, Ottelia alismoides, Cyperus papyrus, Vallisneria asiatica var. biwaensis
- Arboretum, con árboles ornamentales de pequeño porte como, Prunus persica, Prunus pendula forma ascendens; de gran porte como Magnolia stellata, Aesculus×carnea, Prunus cerasifela var.atropurpurea, Cornus officinalis, Shorea robusta
- Arbustos, Cornus kousa, Medinilla speciosa, Saraca asoca, Rhododendron sps.,
- Plantas herbáceas de, Cerinthe major, Myosotis sylvatica, Lobelia erinus, Antirrhinum majus, Nemophila menziesii,
- Plantas bulbosas, y tuberosas, Tulipa cvs., Gladiolus sps.
- Cultivares de plantas ornamentales, Dorotheanthus bellidiformis, Papaver nudicaule, Diascia cvs., Nemesia cvs., Dianthus cvs., Viola x wittrockiana,